# Amata quadripunctata
Amata quadripunctata là một loài bướm đêm thuộc phân họ Arctiinae, họ Erebidae.